# Resveratrol
Resveratrol is een polyfenol (meer bepaald een stilbenoïde), dat in diverse plantensoorten voorkomt, maar vooral in de schil van blauwe druiven. De zuivere stof komt voor als witte tot lichtgele kristallen, die slecht oplosbaar zijn in water.
Van resveratrol wordt verondersteld dat het een gunstige werking heeft bij het voorkomen van hartaandoeningen en kanker. Het wordt tevens verondersteld een positief effect op de stofwisseling bij obese mannen te hebben.

## Voorkomen
Resveratrol komt onder meer voor in de schil van druiven. De concentratie hangt sterk af van de soort druiven, de geografische locatie en de blootstelling aan schimmelinfecties. Het resveratrolgehalte in wijn hangt daarbij ook nog af van de fermentatietijd. Rode wijn bevat tussen 0,2 en 5,8 mg/L, terwijl witte wijn veel minder bevat. Dit komt doordat de fermentatie van rode wijn gebeurt in aanwezigheid van de schil van de druiven, terwijl dit bij witte wijn niet altijd het geval is.
Resveratrol die commercieel verkrijgbaar is wordt vooral geïsoleerd uit Japanse duizendknoop (Polygonum cuspidatum).

## Werking
Bij gistcellen is aangetoond dat resveratrol de overlevingstijd van de cellen met gemiddeld 70% kan verlengen, vermoedelijk door activatie van sirtuïne. Ook voor organismen als vliegen en wormen is aangetoond dat de stof tot een langere levensduur van cellen leidde. Of de chemische verbinding ook voor menselijke cellen een dergelijke levensduurverlengende uitwerking heeft, is nog onbekend.
Studies wijzen op een anti-kankereffect, met name bij borstkanker. In dierexperimenteel onderzoek biedt resveratrol genetisch materiaal bescherming tegen ioniserende straling.
Bovendien lijkt resveratrol een antibacteriële en fungicide werking te hebben en ontstekingsremmend te zijn, onder andere door middel van inhibitie van COX-2.
De stof is in onderzoek als middel tegen veroudering. Dit effect komt mogelijk tot stand door de positieve werking van resveratrol op mitochondriën.
Ook is in 2017 de remmende werking van de stof op het MERS-coronavirus onderzocht. Op 1 mei 2020 werd bekend dat het middel ook wordt onderzocht om de effecten van het virus SARS-CoV-2, dat de ziekte COVID-19 veroorzaakt, bij mensen met overgewicht te verminderen.